# 폴리곤 맨
폴리곤 맨(영어: Polygon Man)은 플레이스테이션의 초기 마스코트였던 캐릭터이다.

## 탄생 이유
플레이스테이션 광고에 출연하기 위해 제작되었는데, 플레이스테이션 발매 직전에 바로 삭제되었다고 한다.

## 등장 작품
플레이스테이션 올스타즈 배틀 로얄에서 보스로 등장한다. 다른 캐릭터들을 폴리곤으로 소환하여 플레이어의 캐릭터를 공격한다. 플레이어에게 패배하면 아예 폭발하고, 플레이어에게서 승리하면 플레이어의 캐릭터를 폴리곤으로 덮어 자신의 부하로 만든다.
아스트로봇에서는 VIP봇으로 등장했다.

## 이후
아스트로봇이 이 캐릭터의 자리를 대체한다.